# Els Cetrons
Els Cetrons va ser una colla de grallers del Vendrell, en actiu a finals del segle xix i principis del segle xx. El grup estava format Pau Domingo Vidal («Cetró»), que feia de gralla segona, n'era el cap de colla i qui donava nom al grup; Jaume Figueres i Almirall, com a primera gralla i baix; i Macari Domingo i Tort («Macari»), com a primera gralla. Aquest últim era el nebot i deixeble de Pau Domingo («Cetró») que el feu entrar a la colla el 1903. La colla es va dissoldre a mitjans dels anys deu, quan Pau Domingo («Cetró») va morir i Macari Domingo, quan va tornar de fer de soldat, va deixar el grup i es va integrar als Felius. Només hi ha documentada una actuació del grup a Igualada els dies 23, 24 i 25 d'agost de 1907, tot i això, sembla que va ser una colla de força qualitat a l'època, ja que és descrita en una de les cartes relatives al contracte d'aquesta actuació com: «és de lo milloret que corre».